# Гейбель, Сергей Александрович
Сергей Александрович Гейбель (род. 1981) — российский пловец, заслуженный мастер спорта России, пятикратный экс-рекордсмен мира в эстафетном плавании, чемпион мира в комбинированной эстафете 4×100 м.
Рекордсмен мира в комбинированной эстафете 4×100 м на коротких бассейнах — 3.19,16 (Санкт-Петербург, 20 декабря 2009 года, совместно с Станиславом Донцом, Евгением Коротышкиным и Данилой Изотовым).
Специализируется в плавании брассом, 50 и 100 метров.
Экс-рекордсмен России на дистанции 50 брасс (25-и метровый бассейн). Владел рекордом с ноября 2009 по декабрь 2014 года.

## Карьера
Плавать начал с 6 лет в Новосибирске, в бассейне «Нептун». Норматив «Мастер спорта России» выполнил в 15 лет на первенстве России, заняв 3-е место на дистанции 100 м брасс. Дальнейшие спортивные результаты выше уровня призовых мест юношеских первенств России не поднялись.
В 1999 году поступил в Новосибирский государственный педагогический университет (НГПУ) на факультет физической культуры.
В 2001 году начал работать тренером в пришкольном бассейне на окраине Новосибирска, набрал группу детей 1991—1992 года рождения.
Впоследствии, в 2009 году, воспитанник Сергея Гейбеля из этого набора Александр Тризнов установил рекорд России на дистанции 50 брасс
В 2004 году Гейбель окончил НГПУ. В том же году был призван на срочную службу в ряды российской армии. После демобилизации в 2005 году продолжил работать с группой своих воспитанников, вместе с ними выезжал и выступал на региональных соревнованиях. С этого момента в спортивной карьере Сергея Гейбеля начался второй этап.
Под руководством заслуженного тренера России Александра Михайловича Ильина пришли первые успехи.
В 2006 году Гейбель дебютировал в составе сборной команды России на чемпионате Европы в Хельсинки, где установил рекорд России в эстафетном плавании, вместе с Аркадием Вятчаниным, Евгением Коротышкиным и Евгением Лагуновым.
В 2007 году стал победителем всемирной Универсиады в составе эстафеты.
В 2008 году, впервые за всю историю российского плавания, эстафетная четвёрка, в которую вошли Станислав Донец, Сергей Гейбель, Евгений Коротышкин и Александр Сухоруков, в предварительном заплыве установили рекорд Европы, а уже в финале[чего?] улучшили на 0,09 секунды мировой рекорд сборной США.
В том же году на чемпионате Европы в эстафете 4×50 комбинированная четвёрка вновь установила мировой рекорд.
В 2009 году последовала череда рекордов: личный рекорд на 50 брасс 26:38; 2 рекорда мира в эстафетах на 4×50 и 4×100 комбинированные. На протяжении 5 лет на дистанции 50 м брасс Сергей Гейбель на чемпионатах и кубках России занимал высшую ступень пьедестала, а также становился 8-кратным призёром Кубка мира. Гейбель был кандидатом в олимпийскую сборную и выигрывал открытые чемпионаты Словакии, Словении и Украины.
В 2014 году Сергей Гейбель являлся самым возрастным членом сборной команды России по плаванию.
Тренировался у новосибирского тренера Александра Брониславовича Мартынова.

## Рекорды мира
| № | Бассейн | Дистанция                        | Результат | Место                     | Дата                           | Турнир                            |
| - | ------- | -------------------------------- | --------- | ------------------------- | ------------------------------ | --------------------------------- |
| 1 | 25 м    | Комбинированная эстафета 4×100 м | 3:24.29   | Манчестер, Великобритания | 13 апреля 2008                 | Чемпионат мира на короткой воде   |
| 2 | 25 м    | Комбинированная эстафета 4×50 м  | 1:32.08   | Стамбул, Турция           | 10 декабря 2009 (предв.заплыв) | Чемпионат Европы на короткой воде |
| 3 | 25 м    | Комбинированная эстафета 4×50 м  | 1:31.80   | Стамбул, Турция           | 10 декабря 2009 (финал)        | Чемпионат Европы на короткой воде |
| 4 | 25 м    | Комбинированная эстафета 4×100 м | 3:19.16   | Санкт-Петербург, Россия   | 20 декабря 2009                | Кубок Сальникова                  |
| 5 | 25 м    | Комбинированная эстафета 4×50 м  | 1:32.78   | Доха, Катар               | 4 декабря 2014 (предв.заплыв)  | Чемпионат мира на короткой воде   |